# José Alcides Moreno
José Alcides Moreno Mora (Santander de Quilichao, Cauca, Colombia; 10 de septiembre de 1981) es un exfutbolista colombiano. Jugaba como delantero y su último equipo fue el Jaguares de Córdoba de Colombia.

## Trayectoria
Surgió de las divisiones inferiores de Deportivo Pasto, club donde debutó profesionalmente en la primera división de su país en el año 1999.
En 2001 pasó a América de Cali donde se consolida como jugador y permanece por tres años, aquí compartió camerino con Fabián Vargas y Robinson Zapata.
En 2004 llega a Millonarios, de donde salió por bajo rendimiento.
Regresa al América de Cali en 2005, donde juega por segunda vez tiene el lujo de compartir la delantera con Adrián Ramos y también como compañero a Pablo Armero.
En 2006 salta al fútbol europeo, donde se desempeña por una temporada en el FC Dínamo de Kiev de (Ucrania), club donde fue ídolo.
En enero de 2007 pasa a jugar en el fútbol argentino, siendo adquirido por Independiente, donde recibe el dorsal 9 teniendo compañero de ataque a Germán Denis.
En el 2008 firma por el Steaua Bucarest compartiendo así la delantera con el peruano Andrés Mendoza y su compatriota Dayro Moreno.
En agosto de 2009 pasa a jugar en el fútbol peruano, al firmar por el Club Juan Aurich. Sin embargo el 3 de diciembre del 2009 el club Juan Aurich le rescindió contrato junto a su compatriota Martín Arzuaga, el motivo fue por bajo rendimiento, puesto que llegó con grandes antecedentes de goleador, sin embargo solo anotó un solo gol durante su estadía en este club, sin embargo, fue parte del equipo que clasificó a la Copa Libertadores 2010.
En febrero de 2012 es dado a préstamo por un año al New England Revolution de la M.L.S de los Estados Unidos. Unas semanas después de oficializarse el contrato de Moreno, el equipo de los EE. UU. anuncia que Moreno no jugara en ese país y que se queda en el Once Caldas. Desde enero de 2013 hace parte de la nómina de la Equidad Seguros .

## Clubes
| Club                   | País           | Año       | Partidos | Goles |
| ---------------------- | -------------- | --------- | -------- | ----- |
| Deportivo Pasto        | Colombia       | 1999-2000 | 10       | 1     |
| América de Cali        | Colombia       | 2001-2003 | 33       | 2     |
| Millonarios            | Colombia       | 2004      | 29       | 12    |
| América de Cali        | Colombia       | 2005-2006 | 42       | 18    |
| FC Dínamo de Kiev      | Ucrania        | 2006      | 8        | 0     |
| Independiente          | Argentina      | 2007      | 19       | 4     |
| Steaua Bucarest        | Rumania        | 2008      | 15       | 8     |
| América de Cali        | Colombia       | 2008      | 8        | 0     |
| Independiente          | Argentina      | 2009      | 3        | 0     |
| Juan Aurich            | Perú           | 2009      | 10       | 1     |
| Steaua Bucarest        | Rumania        | 2010      | 6        | 0     |
| Atlético Huila         | Colombia       | 2011      | 13       | 4     |
| Once Caldas            | Colombia       | 2011      | 21       | 7     |
| New England Revolution | Estados Unidos | 2012      | 8        | 1     |
| La Equidad             | Colombia       | 2013-2014 | 55       | 17    |
| Atlético Bucaramanga   | Colombia       | 2014-2015 | 15       | 3     |
| Jaguares de Córdoba    | Colombia       | 2015-2016 | 11       | 4     |

## Palmarés

### Títulos nacionales
| Título              | Club            | País     | Temporada |
| ------------------- | --------------- | -------- | --------- |
| Categoría Primera A | América de Cali | Colombia | 2001      |
| Categoría Primera A | América de Cali | Colombia | 2002-I    |
| Categoría Primera A | América de Cali | Colombia | 2008-II   |